# Aleksandre Kazbegi
Aleksandre Kazbegi (gruz. ალექსანდრე ყაზბეგი, ur. 8 stycznia?/20 stycznia 1848 w miejscowości Stepancminda, zm. 10 grudnia?/22 grudnia 1893 w Tyflisie) – gruziński pisarz.

## Życiorys
Był prawnukiem Kazibeka Czopikaszwilego, miejscowego feudalnego magnata. Studiował w Tyflisie, Petersburgu i Moskwie, jednak po ukończeniu studiów (w 1870) i powrocie w rodzinne strony zdecydował się zostać pasterzem, by doświadczyć takiego samego życia, jakie wiodła miejscowa ludność. Od 1879 mieszkał w Tyflisie, gdzie pracował jako dziennikarz dla gazety „Droeba”. W swojej twórczości wiele uwagi poświęcił życiu i obyczajom kaukaskich górali. Napisał m.in. powieści Ełgudża (1881), Ciko (1883) i Chewicberi Gocza (1884). Jego powieść Ojcobójstwo z 1882 traktuje o bohaterskim kaukaskim bandycie zwanym Koba, który podobnie jak Robin Hood jest obrońcą biednych i żywi wyłącznie pogardę dla władzy, jest skłonny do przemocy i niewzruszenie wierzy w odwet (postać Koby była inspiracją dla Stalina, który swój rewolucyjny pseudonim Koba zapożyczył właśnie od niego). Jest również autorem opowiadań oraz wielu sztuk teatralnych. Ponadto uprawiał lirykę pejzażową, w której utrwalił piękno ojczystego kraju. Pod koniec życia popadł w ciężką chorobę psychiczną.